# Uli Kümpfel
Ulrich „Uli“ Kümpfel (Pseudonym: One Tongue; * 22. September 1957 in München) ist ein deutscher Musiker und Filmkomponist. Er spielt unter anderem die Instrumente Cello, Banjo, Gitarre, Mandoline, Dobro und Klavier.

## Leben
Uli Kümpfel ist ein Sohn der Journalistin und Filmkritikerin Ilse Kümpfel-Schliekmann alias Ponkie. Er studierte ab 1979 Musikwissenschaft an der Ludwig-Maximilians-Universität München und absolvierte ein Gitarrenstudium an der Jazzschool München.
1987 bis 1990 begleitete er als Bassist die Schlagersängerinnen Nicki und Nicole auf ihren Tourneen.
Seit 1991 komponiert Uli Kümpfel Filmmusik, zum Teil in Zusammenarbeit mit seinem jüngeren Bruder Harald oder dem deutsch-amerikanischen Musiker Joe Mubare; unter anderem schrieb er Soundtracks für mehr als 20 Episoden der Fernsehserie Der Bulle von Tölz und für mehrere Folgen aus der Fernsehreihe Tatort.
Seit dem Jahr 2005 spielt Kümpfel in der Rockband Dr. Will & The Wizards und in der Veterinary Street Jazz Band.

## Filmografie (Auswahl)
- 1992: Der Papagei (Fernsehfilm)
- 1993: Ein Fall für zwei (Krimiserie, 1 Folge)
- 1994: Tatort: Der schwarze Engel
- 1995: Tatort: Blutiger Asphalt
- 1995 und 1997: Um die 30 (Fernsehserie, 7 Folgen) (Titelmusik und Soundtrack)
- 1997: Faust (Fernsehreihe, 1 Folge)
- 1997–1998: Ärzte (Fernsehreihe, 4 Folgen)
- 2002–2006: Der Bulle von Tölz (Fernsehserie, mehr als 20 Folgen)
- 2004–2006: Zwei am großen See (Heimatfilmreihe, 5 Folgen)